# Push the Feeling On
Push the Feeling On è una celebre canzone dance del progetto musicale scozzese Nightcrawlers, capitanato dal compositore John Reid, estratta come primo singolo dal loro album di debutto Let's Push It del 1995.

## Genesi e pubblicazione

Una scena del videoclip del 1992, con John Reid.

Composto da Ross Campbell, Reid, Hugh Brankin e Graham Wilson, il brano venne inizialmente rilasciato solamente nel Regno Unito, dove divenne ben presto molto popolare presso i vari club e discoteche del Paese. Ma non appena venne esportato negli Stati Uniti d'America nel 1993 divenne una hit mondiale, fatto provato da una seconda pubblicazione del 1995. Venne remixato con John Reid stesso come cantante ed entrò nelle top 10 di svariati stati europei, come l'Inghilterra, dove si piazzò al terzo posto. Paradossalmente, nonostante l'origine scozzese dei Nightcrawlers, riscontrò un successo minore proprio in Scozia, raggiungendo solo l'undicesima posizione, probabilmente a causa del suo stile più sottile e smorzato rispetto a quello dell'allora in voga Tartan techno.
La canzone venne ripubblicata altre due volte nel 2003 e nel 2007, in altre versioni remixate. Nel 2008, Bob Sinclar la interpolò per il suo remix della hit di Rihanna Don't Stop the Music. Nel maggio del 2009, il rapper di Miami Pitbull la usò come base per il suo singolo Hotel Room Service, mentre il duo Waze & Odyssey la campionò per il loro bootleg di Bump n' Grind di R. Kelly nel 2014, lo stesso anno in cui DJ S.K.T ne fece un remix (che apparve in numerose antologie di musica house e arrivò in cima nella top 40 della UK iTunes chart).
Due anni prima tra l'altro in Germania la coppia di DJ Glamrock Brothers ne realizzò un remake in collaborazione con il progetto Sunloverz ed il rapper Zyon Gooden. Venne girato un videoclip in cui figurò lo stesso John Reid. Questa "2k12-version" toccò la vetta della classifica tedesca.
Nel luglio 2019 è stato campionato per il brano Wiggle It di French Montana in collaborazione con le City Girls, mentre nel 2021 il DJ Riton ha incluso un sample del brano nel singolo Friday, dove gli stessi Nightcrawlers compaiono come artisti principali.

## Impatto culturale
La caratteristica linea di basso elettronico della canzone ha influenzato molta della produzione house e underground degli anni Novanta e non solo. In particolare nel Regno Unito dal 2013 è utilizzata come punto i riferimento per la realizzazione di musica elettronica.
Push the Feelings On è stata spesso inserita in svariate classifiche inerenti ai migliori brani da discoteca mai creati, come ad esempio:
- Mixmag nel 1996 la collocò al numero 72 della sua The 100 Best Dance Singles of All Time.[6]
- DJ Magazine nel 1998 la mise al numero 93 della Top 100 Club Tunes.[7]
- The Guardian nel 2011 la inserì nella sua A history of modern music: Dance.[8]
- MTV Dance nel novembre 2011 la mise all'ultimo posto di The 100 Biggest 90's Dance Anthems Of All Time.[9]

## Tracce
CD (1992)
1. Push The Feeling On (Radio Mix) – 3:32
2. Push The Feeling On (Extended Mix) – 6:48
3. Push The Feeling On (MK's Nocturnal Dub) (remix Marc Kinchen) – 6:22
4. Push The Feeling On (MK's Deep Dawn Mix) (remix Marc Kinchen) – 5:00

CD maxi (1995)
1. Push The Feeling On (MK Dub Revisited Edit) – 4:01
2. Push The Feeling On (The Dub Of Doom) – 6:39
3. Push The Feeling On (MK Dub Revisited) – 8:37
4. Push The Feeling On (MK Mix 95) – 7:04

## Classifiche

### Classifiche settimanali
| Classifica (1993)                     | Posizione |
| ------------------------------------- | --------- |
| Stati Uniti                           | 80        |
| Stati Uniti (dance club)              | 7         |
| Stati Uniti (rhythmic)                | 37        |
| Classifica (1994)                     | Posizione |
| Scotland (Official Charts Company)    | 63        |
| UK Singles (Official Charts Company)  | 22        |
| Classifica (1995)                     | Posizione |
| Austria (Ö3 Austria Top 40)           | 15        |
| Belgio (Fiandre)                      | 7         |
| Belgio (Vallonia)                     | 3         |
| Danimarca (IFPI)                      | 10        |
| Finlandia (Suomen virallinen lista)   | 11        |
| Francia (SNEP)                        | 7         |
| Germania (Offizielle Deutsche Charts) | 6         |
| Irlanda (IRMA)                        | 4         |
| Paesi Bassi (Dutch Charts)            | 4         |
| Scozia (Official Charts Company)      | 11\|      |
| Spagna (AFYVE)                        | 2         |
| Svezia (Sverigetopplistan)            | 3         |
| Svizzera (Schweizer Hitparade)        | 7         |
| Regno Unito                           | 3         |
| Classifica (1996)                     | Posizione |
| Australia (ARIA)                      | 62        |
| Classifica (2003)                     | Posizione |
| Germania 1                            | 64        |
| Classifica (2004)                     | Posizione |
| U.S. Billboard Hot Dance Club Play 2  | 1         |

1 2003 remix

2 JCA remix

### Classifiche di fine anno
| Classifica (1995) | Posizione |
| ----------------- | --------- |
| Belgio (Fiandre)  | 44        |
| Belgio (Vallonia) | 15        |
| Francia           | 31        |
| Paesi Bassi       | 40        |